# Козлівське
Козлі́вське — село в Україні, в Устинівській селищній громаді Кропивницького району Кіровоградської області. Населення становить 17 осіб.

## Населення
Згідно з переписом УРСР 1989 року чисельність наявного населення села становила 28 осіб, з яких 11 чоловіків та 17 жінок.
За переписом населення України 2001 року в селі мешкало 18 осіб. 100 % населення вказало своєю рідною мовою українську мову.